# Joel Glazer
Joel Glazer (Rochester, 1967. március 31. –) amerikai üzletember. A Glazer-család tagja, ami tulajdonosa a First Allied Corporationnek, az HRG Groupnak, a Tampa Bay Buccaneers-nek (NFL) és a Manchester Unitednek.

## Élete
Azt követően, hogy együtt dolgozott apjával, Malcolmmal a Tampa Bay Buccaneers felvásárlásán 1995-ben, Glazer együtt dolgozott terstvérével Bryannel, hogy a városban elfogadtassák a Raymond James Stadion felépítését. A Glazerek irányítása alatt nyerte el a csapat első Super Bowl-címét, 2003-ban az Oakland Raiders ellen. 2021-ben a Buccaneers lett az első csapat, ami a Super Bowlt saját stadionjába játszotta, megnyerve a sorozat 55. kiírását.
1995 óta ő képviseli a csapatot az NFL összes megbeszélésén és nagyon aktív a ligán belül. A 2019-es előszezonban kinevezték az NFL Nemzetközi Bizottságának élére, illetve helye van a liga pénzügyi, média és fogadási bizottságain is.
Ezek mellett a Manchester United Football Club elnöke is, amelyik csapat a Glazer-család vezetése alatt öt bajnoki címet (2007, 2008, 2009, 2011 és 2013), egy UEFA-bajnokok ligáját (2008), öt ligakupát (2006, 2009, 2010, 2017, 2023), egy FA-Kupát (2016) és egy Európa-ligát (2017) nyert el. 2007-ben a The Telegraph az egyik legbefolyásosabb amerikai személynek nevezte az Egyesült Királyságban.
2021-ben nagy szerepet játszott az Európai Szuperliga megalapításában, ami véget vetett volna a napjainkban is ismert piramisrendszernek a labdarúgásban és egy zárt rendszerré alakította volna át. Mindössze egy napon belül visszaléptek a projekttől.